# Celestí Vila de Forns
Celestí Vila de Forns (Bellpuig (Urgell), batejat l'11 de gener de 1830 - Granada (Andalusia), 5 de juliol de 1915) fou un músic, compositor, organista i mestre de capella de la catedral d'Osca i, més tard, de la catedral de Granada.

## Formació i recorregut professional
Va néixer entre els darrers dies de l'any 1829 i els primers de 1830 a Bellpuig; els registres que s'han conservat a l'arxiu parroquial de la seva vila natal determinen que Celestí Joseph Egidio, fill de Joseph Vila i de Francisca Forns, va ser batejat el dia 11 de gener de 1830. Cursà estudis eclesiàstics i musicals, probablement al seminari de Lleida, i en finalitzar-los va ser nomenat mestre de capella i organista de la catedral d'Osca el 19 de juny del 1857. Aproximadament 20 anys més tard,  va presentar-se a oposicions per a ingressar al mateix càrrec a la catedral de Granada, i en guanyar la plaça hi romangué des del 25 d'octubre del 1877 fins a jubilar-s'hi l'any 1900. A la població andalusa residí els darrers anys de la seva vida, realitzant encara algunes de les tasques i activitats pròpies del seu antic càrrec, fins que morí el 1915.
Es pot destacar l'èxit professional que va tenir no només a les regions d'Osca i de Granada sinó també en l'àmbit català i a algunes regions d'Espanya. Hi ha referències a aquest compositor en nombroses peces de la literatura musical de finals del segle xix i principis del segle xx.
Les primeres dades referents a la seva biografia van ser trobades i reunides per José López-Calo a l'arxiu de música de la catedral de Granada, així com per Juan José Mur Bernaden al de la catedral d'Osca.

## Repertori
El repertori de Vila de Forns es conforma principalment de música religiosa, però també és l'autor de nombroses peces de música de cambra.
Va ser un compositor prolífic i la seva contribució al repertori musical de la catedral d'Osca compren més de 150 composicions, especialment obres litúrgiques en llatí i d'altres en castellà i català i algunes peces instrumentals. El volum d'obres conservades a la catedral de Granada és considerablement elevat i consta amb més de 200 composicions, principalment litúrgiques, en llengua llatina i en castellana, així com algunes peces instrumentals.
Un dels motius més probables de la pràcticament inexistent difusió que va rebre la seva obra pot ser la notable quantitat de música religiosa que es va produir a Espanya durant el segle xix. Gran part de la seva obra es conserva actualment a les catedrals on va treballar així com a l'arxiu de la Catedral-Basílica del Sant Esperit de Terrassa, a l'Arxiu Comarcal d'Urgell (Tàrrega). Així mateix, Vila de Forns va compondre 16 obres per al monestir de Santa Ana de Còrdova, que actualment es conserven a l'Arxiu Històric Musical del monestir
Al llarg de la seva vida, Vila de Forns va freqüentar diversos ambients musicals de Madrid i hi va conèixer musics com Francisco Asenjo Barbieri, compositor teatral espanyol, musicòleg i un dels principals responsables de la recuperació de l'activitat concertística de la segona meitat del segle xix, que es va posar en contacte amb Vila de Forns per obtenir informació sobre la Capella Reial de la catedral granadina. Així mateix, va conèixer Jesús de Monasterio, el fundador de la "Sociedad de Cuartetos del Conservatorio” l'any 1863; es diu que potser va ser Vila qui el va animar a gravar les obres dels anys 1880 que se'n conserven enregistrades. Els seus contactes a la capital espanyola i l'interès per expandir els seus horitzons compositius més enllà de la música religiosa li van permetre publicar els seus Quartets amb piano en Do menor i en Mi menor així com el seu Quintet per a piano en La major, editats al voltant de l'any 1880 per Antonio Romero i Andía.
Vila de Forns va rebre una forta influència de la música clàssica, especialment de Beethoven i Mozart, i de la música romàntica, de la mà de compositors com ara Schumann o Mendelshon, així com de musics contemporanis a la seva època.
La seva música no es caracteritza per la seva complexitat, originalitat o virtuositat, sinó que es tracta de composicions simples amb melodies amables, senzilles que recorden a la música de saló. Es conserven partitures completes e incompletes, moltes d'elles autògrafes i, contràriament al que es pot pensar sobre l'escassa complexitat de la majoria de composicions de Vila de Forns, s'han conservat algunes particel·les per a nombrosos conjunts, com per exemple la Gran misa para ocho voces, per a 8 veus (SATB, SATB), dos violins, violes, flauta, oboè, dos clarinets, dues trompetes en Do, dos trombons, dos timbals i un contrabaix. Algunes de les peces més importants o recurrents del seu repertori són els Himnes, els Motets, les Misses, els Goigs, els Rosaris o els Responsoris però també s'hi troben nombrosos quartets, quintets i temes amb variacions, entre d'altres, per a veus i orquestra o per a conjunts de corda.
És interessant, també, el fet poc usual què un músic i compositor de la seva categoria s'interessés per la música de cambra i la música instrumental, com les composicions de quartet i quintet amb piano, de les que se'n conserven quatre a l'arxiu de la catedral d'Osca (dos d'elles amb clares intencions litúrgiques, un Ofertori per violins i contrabaix i un Magnificat per a orgue, i dos altres més de caràcter simfònic). Aquesta pràctica va ser llargament duta a terme a les esglésies espanyoles durant la segona part del segle xix i els primers anys del XX, pel que podem deduir que Vila de Forns va possiblement seguir aquest moviment.
Alguns conjunts instrumentals com el Quartet Teixidor han realitzat concerts i comercialitzat gravacions en suports digitals d'algunes peces de Vila de Forns, com és el cas del disc “Celestino Vila de Forns: Música de Cambra”, que conté 12 obres del compositor.